# Las Vegas Motor Speedway

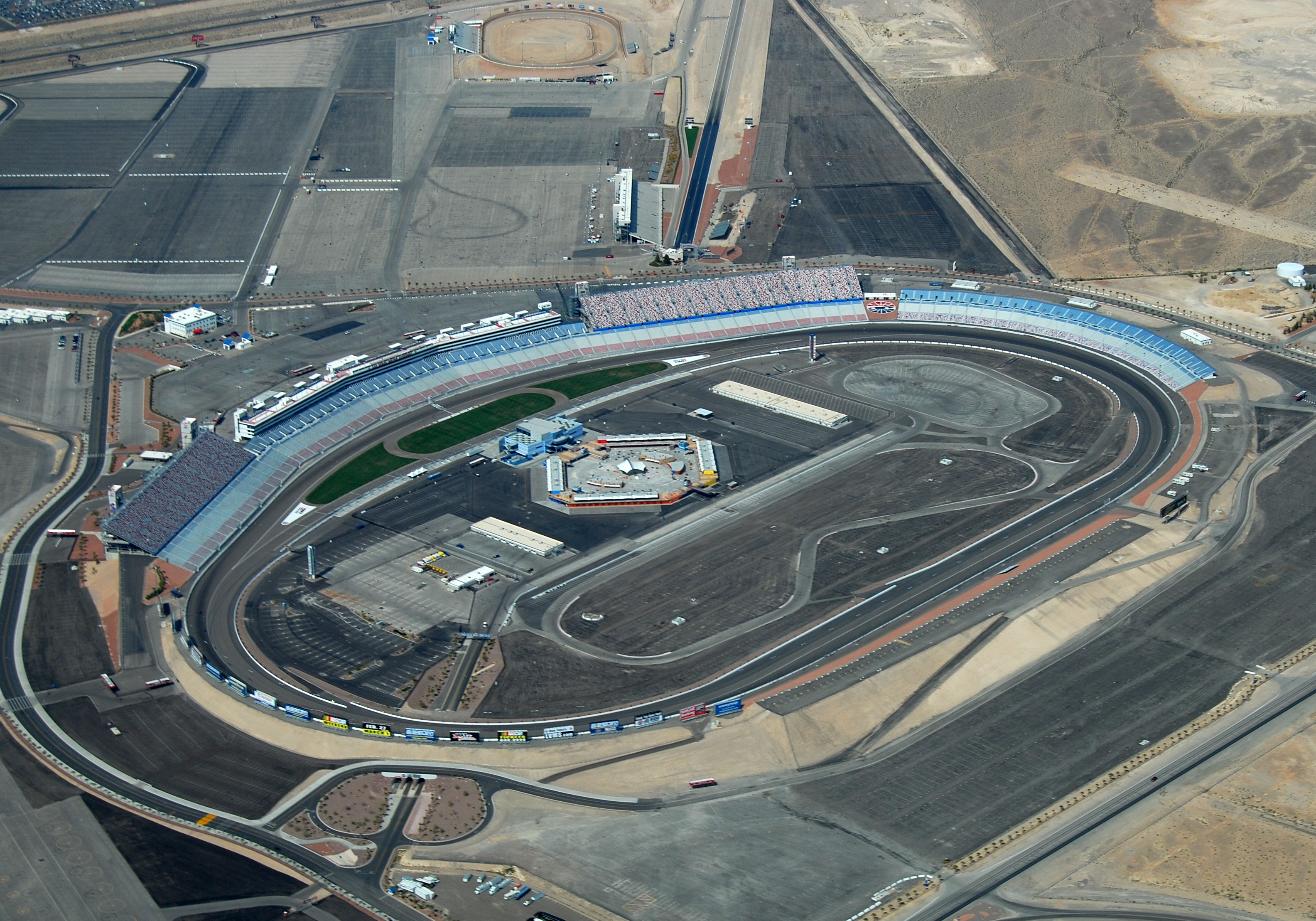
Las Vegas Motor Speedway med dragracingbanan och Dirttrack-banan i bakgrunden.

Las Vegas Motor Speedway är en amerikansk motorstadion i North Las Vegas i Clark County i Nevada i USA, 2,5 mil nordost om Las Vegas, som ägs av Speedway Motorsports, Inc. Motorstadion är i slutet av Las Vegas Boulevard.

## Historia
Las Vegas Motor Speedway invigdes i mitten av 1990-talet, och IndyCar Series blev den första stora serien som körde på banan. Las Vegas lockade snart Nascar-cupen Nascar Cup Series till banan, och den har varit en ordinarie bana sedan dess. Bankningen ökade till 20° i kurvorna 2006, vilket gjorde att snittfarterna i Nascar ökade. IndyCar lämnade banan 2000 men var tillbaka 16 oktober 2011 i ett lopp som slutade i katastrof. En masskrasch på det 11:e varvet som involverade 15 bilar slutade med att Dan Wheldon förolyckades. Loppet slutfördes ej och Las Vegas ströks ur tävlingskalendern, så sedan dess är Nascar banans enda stora evenemang varje år. Champ Car besökte Las Vegas 2004 och 2005, men serien valde att lämna banan efter bara två år. Las Vegas har haft svårt att fylla hela åskådarkapaciteten, då den tar 140 000 åskådare.